# Petz : Ma famille chatons
 (avril 2025).
Si vous disposez d'ouvrages ou d'articles de référence ou si vous connaissez des sites web de qualité traitant du thème abordé ici, merci de compléter l'article en donnant les références utiles à sa vérifiabilité et en les liant à la section « Notes et références ».
Petz : Ma famille chatons (Petz: My Kitten Family, Petz: Catz Clan - ou Petz Kittens sur DSiWare) est un jeu vidéo de gestion développé par DK-Games et édité par Ubisoft, sorti en 2008 sur PlayStation Portable.
Il est également sorti le 13 mars 2009 sur Nintendo DS.